# Palpares ertli
Palpares ertli is een insect uit de familie van de mierenleeuwen (Myrmeleontidae), die tot de orde netvleugeligen (Neuroptera) behoort. 
Palpares ertli is voor het eerst wetenschappelijk beschreven door Navás in 1912.